# Medaille van de Koninklijke Nederlandsch-Indische Vereeniging voor Luchtvaart
De Medaille van de Koninklijke Nederlandsch-Indische Vereeniging voor Luchtvaart was een particuliere onderscheiding. Omdat de medaille door de Nederlandse regering was erkend en op uniformen mocht worden gedragen wordt de onderscheiding tot de Nederlandse onderscheidingen gerekend, 
De medaille werd in 1932 ingesteld door de Koninklijke Nederlandsch-Indische Vereeniging voor Luchtvaart. De medaille werd in goud, zilver of brons uitgereikt aan hen "die zich verdienstelijk hebben gemaakt voor de luchtvaart in Nederlands-Indië".
In 1922 was er al een "Medaille van de Koninklijke Nederlandsche Vereeniging voor Luchtvaart" ingesteld.

## De medaille
De ronde medaille is iets groter dan in Nederland gebruikelijk en meet geen 27 maar 30 millimeter op de middellijn. De voorzijde vertoont een naar links vliegende adelaar binnen een cirkel van vijf concentrische ringen. De medaille heeft desondanks niets met de Olympische beweging uit te staan. Langs de rand, en boven de vleugels van de adelaar, is de tekst "K.N.I.V.v.L" te lezen.
Het 30 millimeter brede lint is groen met in het midden een smalle lichtblauwe baan. Zowel langs de lichtblauwe middenbaan als aan de randen van hert lint bevinden zich smalle rode banen.